# Сульфат железа(III)-калия
Сульфа́т желе́за(III)-ка́лия (желѐзока́лиевые квасцы́, железные квасцы) — неорганическое соединение, двойная соль железа, калия и серной кислоты с формулой KFe(SO4)2,
растворяется в воде.

## Получение
- В природе встречается минерал явапайит — KFe(SO4)2[1].

- Охлаждение смеси насыщенных растворов сульфатов железа и калия:

{\displaystyle {\mathsf {Fe_{2}(SO_{4})_{3}+K_{2}SO_{4}+24H_{2}O\ {\xrightarrow {}}\ 2KFe(SO_{4})_{2}\cdot 12H_{2}O}}}

## Физические свойства
Сульфат железа(III)-калия образует светло-розовые кристаллы моноклинной сингонии, пространственная группа C 2/m, параметры ячейки a = 0,8152 нм, b = 0,5153 нм, c = 0,7877 нм, β = 94,9°, Z = 2.
Растворяется в воде, не растворяется в этаноле.
Образует кристаллогидраты состава KFe(SO4)2·n H2O, где n = 1, 12.
Додекагидрат сульфата железа(III)-калия KFe(SO4)2·12H2O образует бесцветные или фиолетовые кристаллы с плотностью 1,83 г/см³, которые плавятся в собственной кристаллизационной воде при 33 °C. Обычно именно додекагидрат называют железными квасцами.
Гидрат сульфата железа(III)-калия образует жёлто-зелёные кристаллы с плотностью 2,840 г/см³.

## Применение
Используется как протрава для шерсти перед окрашиванием.